# 红花隔距兰
红花隔距兰（学名：Cleisostoma williamsonii）为菊科隔距兰属下的一个种。

## 扩展阅读
維基物種上的相關：红花隔距兰